# Multifunction Vehicle Bus
Der Multifunction Vehicle Bus (MVB, etwa „Vielzweck-Fahrzeugbus“) ist ein Feldbus zur Datenkommunikation innerhalb eines Schienenfahrzeugs. Er wird meist als ein Teil des Train Communication Network (TCN) eingesetzt und ist mit diesem von der IEC in IEC 61375 genormt worden. Ein anderer Teil des TCN ist der Wire Train Bus (WTB) über mehrere Fahrzeuge hinweg. Für mehrere fest gekoppelte Fahrzeuge wurde 1999 der MVB-M spezifiziert, womit vor allem U-Bahnen und Straßenbahnen ohne einen WTB auskommen. Vor allem neu in den Markt drängende Zugausrüster setzen auf Ethernet.

## Entstehungsgeschichte
Auch in Eisenbahnfahrzeugen werden immer mehr rechnergesteuerte Komponenten eingesetzt. Das sind zum Beispiel die Heizung mit Klimaanlage, der Bordnetzumrichter und die geschlossenen Toilettenanlagen. Diese waren anfänglich nicht miteinander verknüpft, so dass Störungen vom Zugbegleitpersonal meist nur an Kontrolllampen abgelesen werden konnten. Auch in der Werkstatt konnte die genaue Störungsursache meist nur an der Steuerung selber abgelesen werden, wofür aber umständlich die Schaltkästen geöffnet werden mussten. Aus diesem Grund wurde der Wunsch nach einem fahrzeugweiten Diagnosesystem geäußert. Daraus entstand dieser Fahrzeugbus. Die Entwicklung des MVB erfolgte in einem Konsortium der Firmen ABB, AEG, Firema und Siemens in den 1990er Jahren. Technische Basis des MVB ist der Prozessbus P215 von ABB.

## Technik
Der MVB ist ein echter Datenbus Single Master – Multi Slave; es können also mehrere Busanschaltungen an eine Leitung angeschlossen werden. Zu einem Zeitpunkt darf nur genau eine dieser Anschaltungen Daten senden. Der MVB-Master gibt mit seinem Master-Frame den Timeslot vor, der Slave sendet daraufhin seinen Slave-Frame, dies ist vergleichbar mit dem CAN-RTR Verfahren. Wie auch bei FlexRay muss das Betriebssystem wie auch die Applikation zum MVB-Bus synchron sein, ist dies nicht der Fall kommt es auch bei einem Oversampling zu einem Datenverlust da MVB-Cluster und CPU driften, CPU und MVB-Master-Controller haben eigene Taktversorgungen. Echtzeit-Betriebssysteme nach dem AUTOSAR Standard verfügen über solche Synchronisierungs-Mechanismen. Die Daten werden dann von allen anderen empfangen. Die Daten werden in einem synchronen Zeitmultiplex-Verfahren mit einer Brutto-Übertragungsrate von 1,5 MBit/s gesendet. Die Signalpegel auf der Leitung sind RS485-Pegel.
Es gibt drei verschiedene Übertragungsmedien:
- EMD (englisch electrical middle distance bus): verdrillte Zweidrahtleitung mit Potentialtrennung der Busanschaltungen durch induktive Übertrager.
- ESD (electrical short distance bus): verdrillte Zweidrahtleitung mit zusätzlicher Masseleitung und entweder keiner Potentialtrennung oder Potentialtrennung durch Optokoppler. Wegen des beschränkten Eingangsspannungsbereiches der Optokoppler ist eine Ausgleichsleitung notwendig. Sie verbindet die Massen der Optokopplerbausteine.
- OGF (optical glass fibre): Glasfaserleitung. Punkt-zu-Punkt-Verbindungen mit sogenannten Sternkopplern.

Die einfachste Busphysik ist EMD; sie wird bei Siemens und anderen Herstellern eingesetzt. ESD wird noch von Bombardier eingesetzt. OGF wird von Bombardier vor allem in Hochleistungslokomotiven eingesetzt.

## Anwendung
Praktisch alle seit ca. 1995 gelieferten Eisenbahnfahrzeuge der Hersteller Siemens und AEG/ABB/Adtranz/Bombardier wurden und werden mit MVB als Feldbus ausgestattet. Der MVB verbindet dabei die wichtigsten Komponenten der Leittechnik miteinander. Das sind meist die Antriebssteuerung, Zugsicherung, Führerstandsanzeigen, zentrale Steuergeräte, dezentrale Ein-/Ausgaben, Türsteuerungen, Klimaanlagen, Hilfsbetriebeumrichter, Recorder und andere mehr.
Der MVB überträgt dabei in seinen „Prozessdaten“ die kurzen, aber zeitkritischen Steuer- und Statussignale für die Automatisierung des Zuges (wie z. B. Uhrzeit oder Geschwindigkeit) in Echtzeit (Zyklen typischerweise 16 ms bis 512 ms). Außerdem wird er zur Übertragung von Diagnosemeldungen etc. genutzt. Dabei werden die „Messagedaten“ des MVB verwendet.